# Przemislaus III. (Teschen-Tost)
Przemislaus III. von Tost (auch Primislaus/Przemko III. von Teschen-Tost, Primislaus/Przemko III. von Teschen-Auschwitz; nach anderer Zählung auch Primislaus/Przemko II. von Teschen-Auschwitz, tschechisch Přemysl III. Osvětimsko-Zátorský; * um 1425; † 1484 in Tost) war 1433/34–1445 Herzog von Auschwitz, 1445–1484 Herzog von Tost und 1445–1465 Herzog von Gleiwitz. Er entstammte dem Teschener Zweig der Schlesischen Piasten.

## Leben
Wenzels Eltern waren Kasimir I. und Anna († 1426/33), eine Tochter des Glogauer Herzogs Heinrich VIII.
1463 vermählte sich Przemislaus/Primislaus mit Machna († 1468/72), einer Tochter des Oppelner Herzogs Nikolaus I, die als Mitgift das an die Oppelner Herzöge verpfändete bischöfliche Gut Ujest in die Ehe brachte. Der Ehe entstammte die einzige Tochter Margaretha, die 1467/68 geboren wurde und 1531 starb. Sie war Äbtissin des Breslauer Klarissenklosters.
Beim Tod des Vaters 1433/34 waren Primislaus und sein jüngerer Bruder Johann IV. noch nicht volljährig. Deshalb übernahm ihr älterer Bruder Wenzel I. die Vormundschaft über sie sowie die Regierung über die ererbten Gebiete. Bei der erst 1445 erfolgten Teilung erhielt Primislaus das Herzogtum Tost mit Gleiwitz, während für Wenzel I. das Gebiet von Zator ausgegliedert wurde, das ein eigenständiges Herzogtum wurde. Das so verkleinerte Herzogtum Auschwitz erhielt der jüngste Bruder Johann IV. 
Bei den kriegerischen Auseinandersetzungen um die böhmische Thronfolge nach dem Tod des Königs Sigismund 1437 zwischen dem mehrheitlich gewählten Habsburger Albrecht II. und dem noch nicht elfjährigen Kasimir IV., einem Sohn des polnischen Königs Władysław III., verwüstete ein polnisches Heer oberschlesische Gebiete, um so die schlesischen Fürsten zur Anerkennung Kasimirs IV. zu zwingen. Daraufhin erklärte sich Primislaus' Bruder Wenzel I. zugleich im Namen seiner Brüder zu einer bedingten Anerkennung Kasimirs IV. bereit. Allerdings huldigten im November 1438 alle schlesischen Fürsten und Stände in Breslau dem gewählten König Albrecht II. Nach dessen Tod 1439 flammten die Kämpfe um die böhmische Thronfolge wieder auf. Sie wurden vom polnischen König Władysław III. gegen Elisabeth von Luxemburg und deren Anhänger geführt, die die Ansprüche ihres Anfang 1440 geborenen Sohnes Ladislaus Postumus verfochten. Auf ihrer Seite standen auch Primislaus III. und seine Brüder, die jedoch von König Władysław III. bezwungen wurden. Nachfolgend mussten sie eine Burg an Polen abtreten und die Befestigungen von Zator schleifen lassen. Zudem musste Primislaus Bruder Wenzel I. 1447 für Zator huldigen und die polnische Oberhoheit anerkennen, wodurch er, und nach seinem Tod 1465 seine Söhne, Vasallen der Krone Polen wurden. 
Nachdem der Teschener Herzog Wenzel I. 1443 das Herzogtum Sewerien ohne Zustimmung Primislaus und seiner Brüder an den Krakauer Bischof Zbigniew Oleśnicki verkauft hatte, entwickelte sich zwischen diesem und Primislaus ein Konflikt, der erst 1447 in Krakau beigelegt wurde. Er flammte 1450 wieder auf, nachdem Primislaus mit seinen Truppen 1450 den bischöflichen Palast in Krakau belagerte. Daraufhin fielen polnische bzw. bischöfliche Truppen in das Toster Gebiet ein und verwüsteten es.
1452 unterstützte Primislaus seinen Bruder Johann IV. in dessen Krieg mit dem polnischen König Kasimir IV. Obwohl sie sich 1453 schuldig bekannten, überfiel Primislaus weiterhin polnische Kaufleute, die durch sein Toster Gebiet durchkamen. Im selben Jahr kam es in Gleiwitz zu einem Friedensschluss, mit dem sich Primislaus auch mit dem Verkauf des Herzogtums Auschwitz durch seinen Bruder Johann IV. an Kasimir IV. einverstanden erklären musste. 1465 verkaufte Primislaus Gleiwitz an seinen Bruder Johann IV.
Nach dem Tod des Königs Georg von Podiebrad 1471 unterstützten Primislaus und sein Bruder Johann IV. die Wahl des Jagiellonen Vladislavs II. Ende Juli 1471 begleiteten sie ihn zusammen mit weiteren schlesischen Fürsten auf seinem Weg von Krakau zur Königskrönung nach Prag. Da sowohl das Oppelner Land als auch Mähren dem Gegenkönig Matthias Corvinus ergeben waren, mussten sie den Umweg über Auschwitz, Troppau, Neisse und Glatz nehmen. Nachfolgend wurden Primislaus und sein Bruder Johann IV. von Matthias Corvinus bekämpft. Schließlich huldigten sie ihm 1469 in Olmütz.
Primislaus, der seit 1445 in Tost residierte, starb dort 1484 ohne männliche Nachkommen. Sein Leichnam wurde in der St.-Peters-Kirche in Tost beigesetzt. Sein kleines Herzogtum Tost wurde von Matthias Corvinus als erledigten Lehen eingezogen und an seinen Sohn Johann Corvinus übertragen.